# K. Todd Freeman
Kenneth Todd Freeman (Houston, 9 juli 1965) is een Amerikaanse acteur. Hij is genomineerd voor twee Tony Awards in de loop van zijn carrière en heeft één Drama Desk Award gewonnen.

## Levensloop
Freeman, geboren in Houston, Texas, ging naar de plaatselijke High School for the Performing and Visual Arts voordat hij in 1987 afstudeerde aan de University of North Carolina School of the Arts.
Freeman is sinds 1993 lid van het Steppenwolf Theatre Company in Chicago, Illinois. In hetzelfde jaar werd hij genomineerd voor de Tony Award voor beste acteur in een toneelstuk voor zijn hoofdprestatie in het apartheidsdrama The Song of Jacob Zulu. Meer recentelijk heeft Freeman de rol gespeeld van Doctor Dillamond van Wicked in de eerste Noord-Amerikaanse tournee, Chicago en Broadway-producties. In 2015 werd hij genomineerd voor zijn tweede Tony Award, dit keer voor Best Featured Actor in een Play als Sissy Na Na in Airline Highway. Hij won de Drama Desk Award voor Outstanding Featured Actor in een toneelstuk voor dezelfde rol.
Hij heeft ook bijrollen gehad in verschillende films zoals Grosse Pointe Blank (1997), The Cider House Rules (1999) en The Dark Knight (2008). Op televisie kreeg hij een terugkerende rol in Buffy the Vampire Slayer als de vampier Mr. Trick, de rechterhand van Burgemeester Wilkins.

## Filmografie
- Street Hunter (1990)
- Grand Canyon (1991)
- Eraser (1996)
- House Arrest (1996)
- Grosse Pointe Blank (1997)
- The End of Violence (1997)
- The Cider House Rules (1999)
- The Dark Knight (2008)
- The Lucky Ones (2008)
- Teenage Mutant Ninja Turtles (2014)
- Anesthesia (2015)
- Pirates of the Caribbean: Dead Men Tell No Tales (2017)

### Televisie
- Tracey Ullman Takes on New York (1993); tv-film
- NYPD Blue (1995–'97)
- Dangerous Minds (1996–'97)
- Buffy the Vampire Slayer (1998-'99)
- A Series of Unfortunate Events (2017–'19)